# Johan H. Andresen
För andra personer med namnet Johan Henrik Andresen eller Johan H. Andresen, se Johan Henrik Andresen
Johan Henrik Andresen, född 29 november 1888 i Kristiania (nuvarande Oslo), död 21 oktober 1953 på Björkvik i Sverige, var en norsk industriman och politiker.

## Biografi
Johan H. Andresen var sonson till Johan Henrik Andresen (1815–1874), samt son till Nicolai Andresen och Johanne Marie Heyerdahl (1855–1928). Han utbildade sig på Höhere Handelslehranstalt i Leipzig 1905–1907 och arbetade därefter 1907–1910 i Tidemanns tobaksfabriker i Sverige och i Norge samt i tysk tobaksindustri. Från 1911 var han disponent i familjeföretaget J. L. Tiedemanns tobaksfabrik i Norge
Han var 1915–1923 medägare, och från 1923 ensam ägare, till J. L. Tiedemanns tobaksfabrik. Han utvecklade Tiedemanns till Norges dominerande tobaksföretag under mellankrigstiden och spelade en ledande roll för att motarbeta olika utländska tobaksföretags etablering i Norge. Han ingick dock 1930 en allians med British American Tobacco genom att grunda Norsk-Engelsk Tobaksfabrikk. Andresen spelade även en framträdande roll inom det norska högerpartiet, tillhörde i två perioder 1928–1933 Stortinget och besegrade 1934 Carl Joachim Hambro i valet till partiordförande. Han ledde Høyre till 1937.
Han köpte 1935 Björkviks herrgård i Söderköpings kommun. Under den tyska ockupationen av Norge satt han i tysk fångenskap på Grini i januari-maj 1942. 
Han gifte sig 1929 med Eva Klaveness (1900–1965). Han var far till Johan Henrik Andresen (1930–2011), farfar till Johan H. Andresen (född 1961) och farfarsfar till Katharina Andresen och Alexandra Andresen.